# Адам, Егор Андреевич
Егор Андреевич Адам (1794 — после 1860) — российский инженер путей сообщения и горного ведомства, генерал-майор.

## Биография
Родился в 1794 году. Воспитанник института Корпуса инженеров путей сообщения, куда поступил 13 ноября 1811 года и был выпущен с производством в поручики 11 июня 1812 года.
В 1820 году был произведён в майоры; 17 апреля 1822 года назначен управляющим дирекцией дорог в Царскосельском уезде. С этого времени, приведя дороги около загородных Императорских резиденций в отличное состояние, Адам стал известным императору Николаю І; 1 июня 1827 года был награждён орденом Св. Владимира 4-й степени. С 27 июня 1828 года был преподавателем в институте корпуса путей сообщения.
При начале русско-турецкой войны император Николай I вытребовал его в действующую армию, в главную квартиру близ Ясс. Отсюда он отправился к Дунаю и, произведя осмотр и съёмку берегов, а также островов этой реки, у Гирсова построил плашкоутный мост, по которому войска переправлены через Дунай. Вторую переправу Адам устроил у Силистрии, а между Варной и Бальчиком построил госпиталь.
Определённый 22 апреля 1829 года директором военных сообщений 2-й армии; 31 декабря 1829 года произведён в полковники «за отличие».
С 1831 года находился в комиссии по постройке набережной Невы в Санкт-Петербурге; 17 января 1834 года назначен строить Банковский мост на Екатерининском канале и в том же году, окончив гранитную набережную от Исаакиевского моста до здания Академии художеств, с пристанью сфинксов, Адам получил 22 мая Высочайшую благодарность, а 15 июня орден Св. Владимира 3-й степени. Получив в заведование постройку мостов в Санкт-Петербурге, 3 октября 1834 года он был определён на работы по углублению фарватера реки Невы. По заведованию мостами в Петербурге Адам вошёл в близкие отношения к министру финансов Канкрину, который также считал себя специалистом по сооружению мостов и, оценив заслуги Адама, перевёл его на службу в подведомственное министру финансов горное ведомство, в котором Адам получил чин генерал-майора.
За беспорочную выслугу 25 лет в офицерских чинах 11 декабря 1840 года был награждён орденом Св. Георгия 4-й степени (№ 6386 по кавалерскому списку Григоровича — Степанова).
Умер после 1860 года.